# Ferrovia Vienna-Baden
La ferrovia Vienna-Baden, meglio nota come Wiener Lokalbahn o Badner Bahn, è una ferrovia locale tram-treno che collega Vienna con Baden.
La linea è gestita da Wiener Lokalbahnen (WLB) che vi opera in qualità di impresa ferroviaria e gestore dell'infrastruttura. Nella tratta interna alla città di Vienna, per le prime 16 fermate, percorre i binari della rete tranviaria, la cui gestione spetta invece a Wiener Linien, e viaggia nuovamente sui binari tranviari tra Leesdorf e Josefsplatz a Baden.

## Caratteristiche
| Unknown route-map component "uSTR+l" | Unknown route-map component "uSTR+r" |

| Urban straight track one-way forward | Urban stop on track |

| Urban straight track one-way forward | Urban stop on track |

| Unknown route-map component "uBS2l" | Unknown route-map component "uBS2r" |

| Urban stop on track |

| Urban stop on track |

| Urban stop on track |

| Urban stop on track |

| Unknown route-map component "utSTRa" |

| Urban tunnel stop on track |

| Urban tunnel stop on track |

| Urban tunnel stop on track |

| Urban tunnel stop on track |

| Unknown route-map component "utSTRe" |

|  | Unknown route-map component "ueKRWgl" | Unknown route-map component "uexKRW+r" |

|  | Urban stop on track | Unused straight waterway |

|  | Urban stop on track | Unused straight waterway |

|  | Urban stop on track | Unused straight waterway |

|  | Urban stop on track | Unknown route-map component "uexHST" |

|  | Unknown route-map component "ueKRWg+l" | Unknown route-map component "uexKRWr" |

| Urban stop on track |

| Urban stop on track |

| Unknown route-map component "uABZgr" |

| Unknown route-map component "uSTR+GRZq" |

| Urban stop on track |

| Track change |

| Unknown route-map component "eHST" |

| Unknown route-map component "ABZgr" |

| Unknown route-map component "ABZg+1" |

| Unknown route-map component "eHST" |

| Stop on track |

| Unknown route-map component "eHST" |

| Stop on track |

| Small bridge over water |

| Unknown route-map component "eBHF" |

| Stop on track |

| Unknown route-map component "eBHF" |

| Stop on track |

| Unknown route-map component "eABZgr" |

| Unknown route-map component "STR+GRZq" |

| Stop on track |

| Unknown route-map component "eHST" |

| Station on track |

| Small bridge over water |

| Unknown route-map component "eABZgr" |

| Unknown route-map component "eDST" |

| Unknown route-map component "eHST" |

| Stop on track |

| Unknown route-map component "eABZg+l" |

| Unknown route-map component "eDST" |

| Unknown route-map component "eHST" |

| Small arched bridge over water |

| Track change |

| Stop on track |

| Station on track |

| Unknown route-map component "eHST" |

| Small bridge over water |

| Unknown route-map component "eHST" |

| Unknown route-map component "eHST" |

| Stop on track |

| Unknown route-map component "eKRZ" |

| Track change |

| Unknown route-map component "eHST" |

| Unknown route-map component "eHST" |

| Unknown route-map component "eHST" |

| Unknown route-map component "ABZg+l" |

| Unknown route-map component "eKRZ" |

| Unknown route-map component "eHST" |

| Small bridge over water |

| Station on track |

| Stop on track |

| Track change |

| Stop on track |

| Station on track |

| Unknown route-map component "ABZgl" |

| Unknown route-map component "eHST" |

| Unknown route-map component "ABZg+l" |

| Stop on track |

| Small bridge over water |

| Stop on track |

| Small arched bridge over water |

| Stop on track |

| Unknown route-map component "eBHF" |

| Stop on track |

| Unknown route-map component "eHST" |

| Urban stop on track |

| Unknown route-map component "ueABZgl" |

| Urban station on track |

| Unknown route-map component "ueHST" |

| Urban end station, unused through track |

| Unknown route-map component "uexBS2+l" | Unknown route-map component "uexBS2+r" |

| Unknown route-map component "uexSTRl" | Unknown route-map component "uexSTRr" |

L'intera linea è elettrificata, con alcune variazioni di voltaggio in base alla tratta, ed è a doppio binario.

## Materiale rotabile

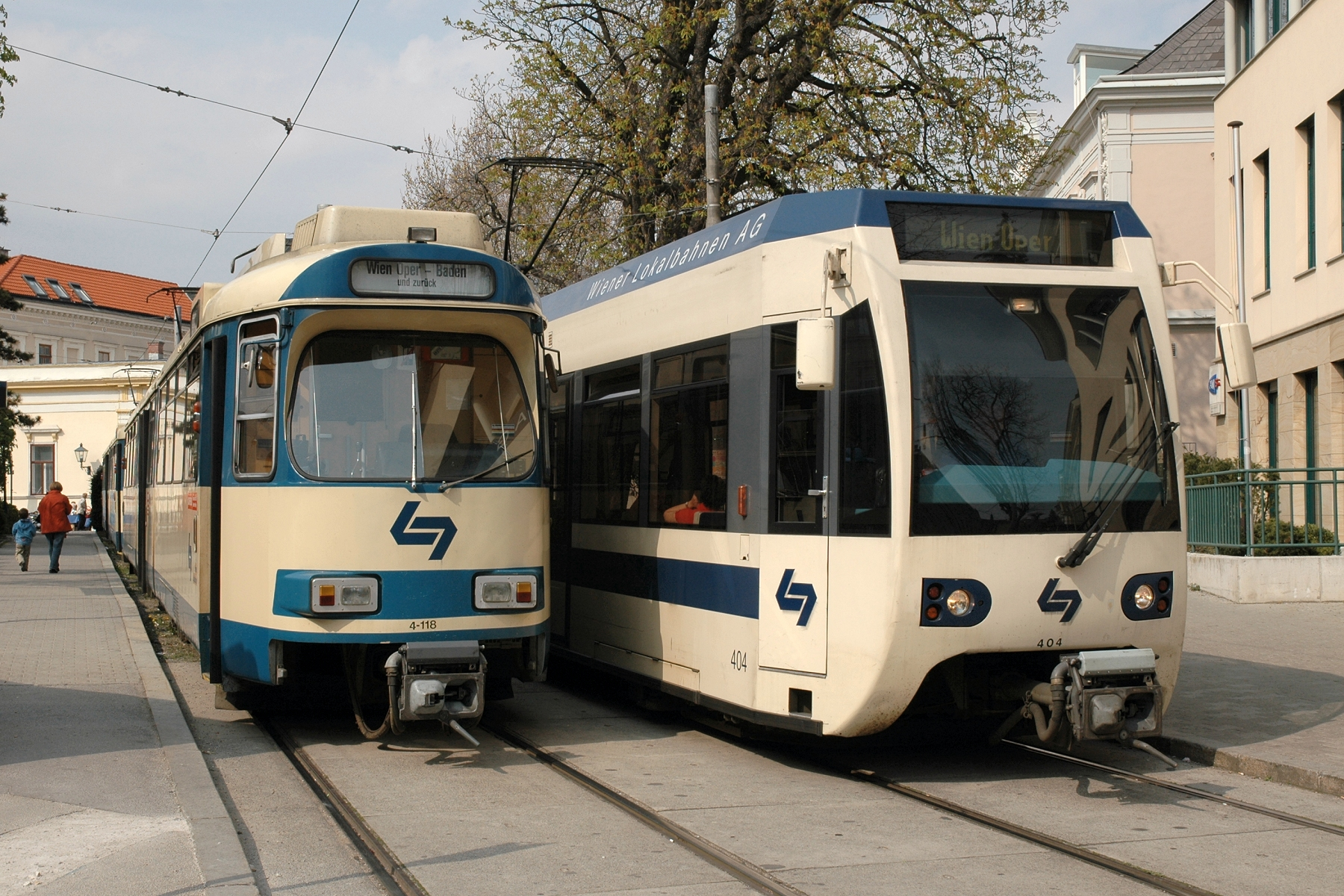
Serie 100 (sinistra) e serie 400 (destra) presso il capolinea Josefsplatz a Baden

Gran parte del materiale rotabile è composto dalla serie 100 a pianale rialzato, i cui elementi sono stati realizzati da Simmering-Graz-Pauker tra il 1979 e il 1993. Delle 26 unità originali ne sono rimaste in servizio 24. Oltre ad esse ci sono 14 elementi della serie 400 a pianale ribassato, realizzati tra il 2000 e il 2010 da Bombardier Transportation.